# 50e cérémonie du Deutscher Filmpreis
La 50e cérémonie des Deutscher Filmpreis, organisée par la Deutsche Filmakademie (« Académie du film allemand »), s'est déroulée le 16 juin 2000.

## Palmarès
- Meilleur film :
  -  L'Insaisissable (Die Unberührbare) de Oskar Roehler
  -  Les Bouffons (Absolute Giganten) de Sebastian Schipper
  -  Sonnenallee de Leander Haußmann
  - La Chanson du sombre dimanche (Ein Lied von Liebe und Tod) de Rolf Schübel
  - The Million Dollar Hotel de Wim Wenders
  - Wege in die Nacht de Andreas Kleinert
  - Käpt’n Blaubär – Der Film de Hayo Freitag